# SivHD

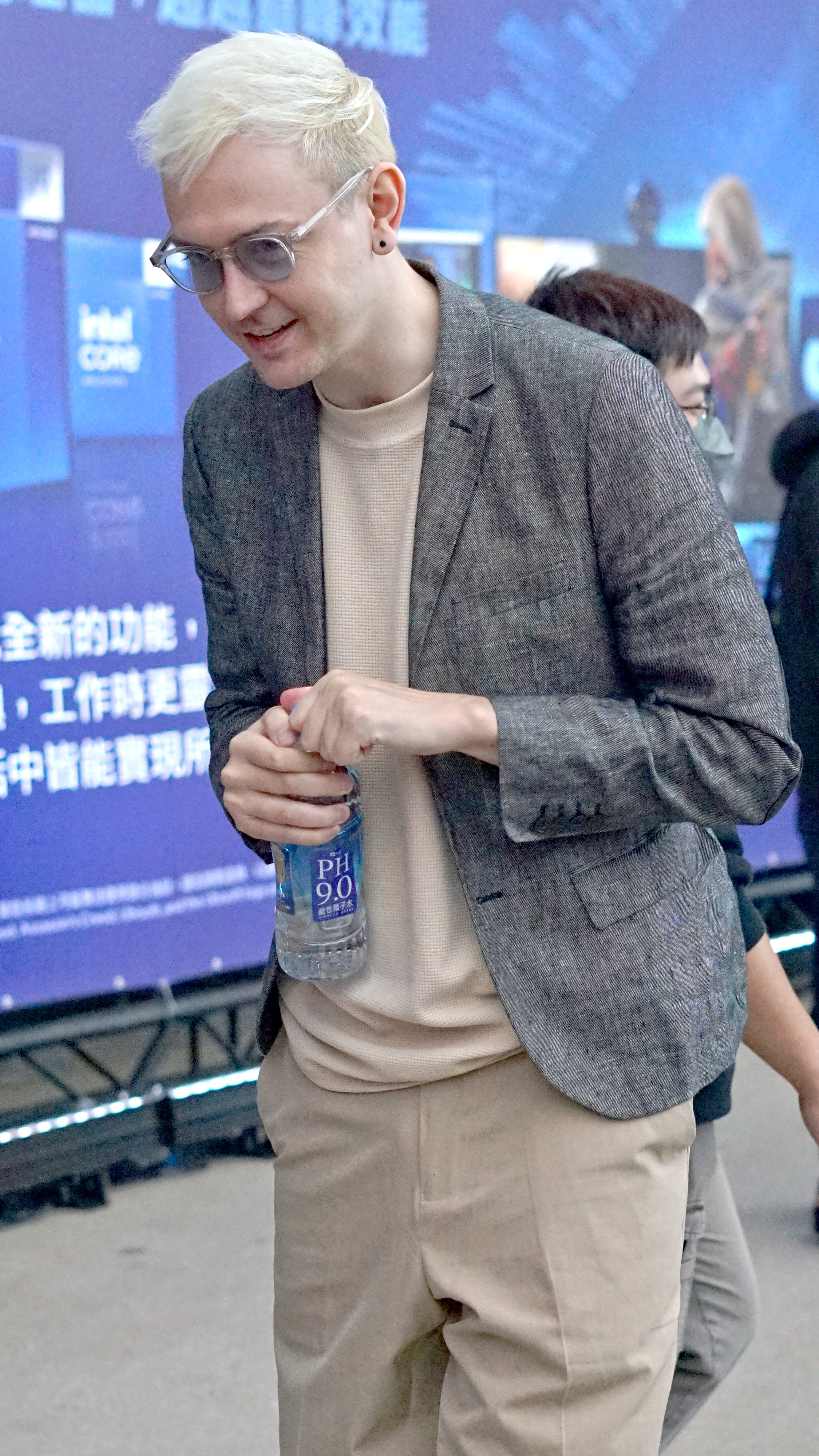
在WirForce 2023電競嘉年華上的SivHD

罗伯特·范恩荷芬（荷蘭語：Robbert van Eijndhoven，1991年5月18日—）是一名荷蘭籍實況主，目前以遊戲ID「Siv HD」為藝名活動。

## 生平

### 早年
年少時喜愛各種電玩，例如絕對武力、魔獸世界等。在14歲時加入Dodge Fight Club並接觸各種遊戲，主要為魔獸世界。自己表示在當時學習到玩遊戲時玩得開心、尊重他人、絕不生氣的道理。羅伯特曾多次輟學，也上過位於鹿特丹的影片學校，後來也離開影片學校。在2007年時註冊了YouTube帳號。並在2011年發布第一部YouTube影片，同時也在Twitch上實況，觀眾眾多。後來也在臉書成名，並改善了現實生活。

### 開始玩英雄聯盟
在英雄聯盟對外測試時，羅伯特便開始遊玩，用Siv HD做為藝名，並製作英雄聯盟的影片，這也成為他日後影片的重心，也打響Siv的名號，生活重心也逐漸轉移至此處，Siv最著名的角色為勒布朗，擅長Juke，曾參與臺灣英雄聯盟明星賽。此外，在英雄聯盟第六賽季末前，其擅長且著名英雄也包括卡特蓮娜、伊澤瑞爾。在2016年底，再度出席台灣LMS明星賽。

### 來到台灣
羅伯特在2016年時因明星賽來到臺灣，並居住在臺北。也學習了簡單的中文，此外他還精通法語、德語、英文等。

## 慈善實況
羅伯特曾在2013年時，開了一場長達十個小時的實況，原因是為了幫助救助兒童會募款，最終成功募集7500人捐款。共計十小時的時間下募款到了105269.5美金，比預計的十萬多出5269.5美金。其中一名匿名為SG_27的觀眾捐出了4000美金。救助兒童會的工作人員埃托雷（Ettore）笑稱說，羅伯特證明了玩英雄聯盟的人不是毒瘤，也表示羅伯特的作為很驚人。

## 外部連結
- Siv HD 的臉書 （页面存档备份，存于）
- Siv HD 的Twitter （页面存档备份，存于）
- Siv HD 的Twitch （页面存档备份，存于）
- Siv HD 的Youtube （页面存档备份，存于）
- Siv HD的Instagram